# Rondo pour piano et orchestre K. 382
Le Rondo pour piano et orchestre en ré majeur, K. 382, est un rondo de concert composé par Wolfgang Amadeus Mozart. Il a été conçu par Mozart comme un mouvement final alternatif pour son Concerto pour piano no 5, une œuvre qu'il avait composée en décembre 1773, quand il avait dix-huit ans.

## Historique
Le Rondo a été composé au début de 1782, pour une série de raisons. En premier lieu, Mozart estimait que l'emploi d'un mouvement de forme sonate était trop complexe. C'est pour cela qu'il a écrit ce final alternatif en forme de variations. D'autre part, Mozart venait de quitter sa ville natale, Salzbourg, pour s'installer à Vienne, événement qui s'est produit en 1781. Il lui fallait donc se créer une réputation et obtenir des revenus sûrs, par le moyen des œuvres qu'il composait, des leçons qu'il donnait et des concerts où il se produisait. Étant donné qu'il n'avait par beaucoup de concertos pour piano déjà composés, c'est dans ce domaine qu'il devait travailler le plus. Son Concerto pour piano no 5 avait obtenu beaucoup de succès à Mannheim, ville où il s'était arrêté pendant son voyage à Paris en 1777. Ainsi, Mozart a révisé l'œuvre pour l'adapter au public viennois, en vue de l'important concert de carême du 3 mars 1782. C'est cela qui l'a conduit à écrire le Rondo en ré majeur dans les mois précédents ce concert, lors duquel le rondo a été interprété pour la première fois. Le rondo était une alternative plus abordable que le mouvement antérieur et a réussi à être très populaire auprès du public. En effet, lors de ce concert, il a été bissé.

## Instrumentation
Comme il s'agit de fait d'un final alternatif pour le Concerto pour piano no 5, l'instrumentation du rondo est très semblable. En plus du piano soliste, le concerto était écrit pour deux hautbois, deux trompettes, deux cors, timbales et cordes. Le rondo utilise cette même formation, en y ajoutant une flûte.

## Analyse
Le Rondo en ré majeur n'est pas un rondo, d'un point de vue formel, mais plutôt une série de variations. Il est marqué Allegretto grazioso et présente deux changements de tempo : Adagio et Allegro, respectivement, avant de revenir à l'indication initiale un peu avant la fin. Son interprétation dure environ dix minutes. Il est beaucoup plus long que le mouvement qu'il remplace, dont l'interprétation dure environ cinq minutes.